# Sven Ahlbom

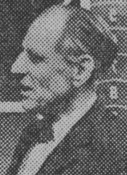
Sven Ahlbom

Sven Adolf Valdemar Ahlbom, född 28 januari 1901 i Gällivare, död 28 oktober 1990 i Västerås domkyrkoförsamling, Västerås
, var en svensk arkitekt.

## Biografi
Efter studentexamen i Halmstad 1921 utexaminerades Ahlbom från Kungliga Tekniska högskolan 1926 och från Kungliga Konsthögskolan 1930. Han var anställd vid Byggnadsstyrelsen 1931, vid Carl Westmans arkitektkontor 1932–35, var chefsarkitekt för Karolinska sjukhuset 1936–40, stadsarkitekt i Västerås 1936–47 och bedrev även egen arkitektverksamhet där. Han var sakkunnig i kommittén för Karolinska sjukhusets fortsatta utbyggnad 1941–45, kulturråd i Västerås stads kulturnämnd 1962 och ordförande i Västerås konstförening 1949–60. Hans mest kända verk är Västerås stadshus och Västerås stadsbibliotek.
Sven Ahlboms personarkiv med bland annat ritningar av de byggnader han formgivit finns på Västerås stadsarkiv.

## Urval av byggnader ritade av Ahlbom
- Gamla Tycho Brahemuseet på Ven (1929-1931)
- Floragatan 3 i Hjo, 1939–1940
- Envikens nya kyrka (1933) på grund av andra världskriget och statliga regleringar fördröjdes byggstarten i över tjugo år och kyrkan stod färdig 1957
- Dåvarande Karolinska Sjukhuset i Solna, invigt 1940. Arbetet påbörjades av Carl Westman och ansvaret övertogs efter Westmans bortgång 1936 av Sven Ahlbom och Sven Malm
- Trapphus av betongglas i dåvarande ASEA:s verkstad och kontor i kvarteret Mimer i Västerås (1950)
- Gamla EPA (varuhus), Stora Gatan/Prästgårdsgatan i Köping (1951)
- Västerås stifts- och landsbibliotek (1956)
- Melkerkontoret, kontorsbyggnad för dåvarande ASEA (1960)
- Västerås stadshus (1963). Uppdraget lämnades till Ahlbom redan 1949, och bygget påbörjades 1953

## Bilder

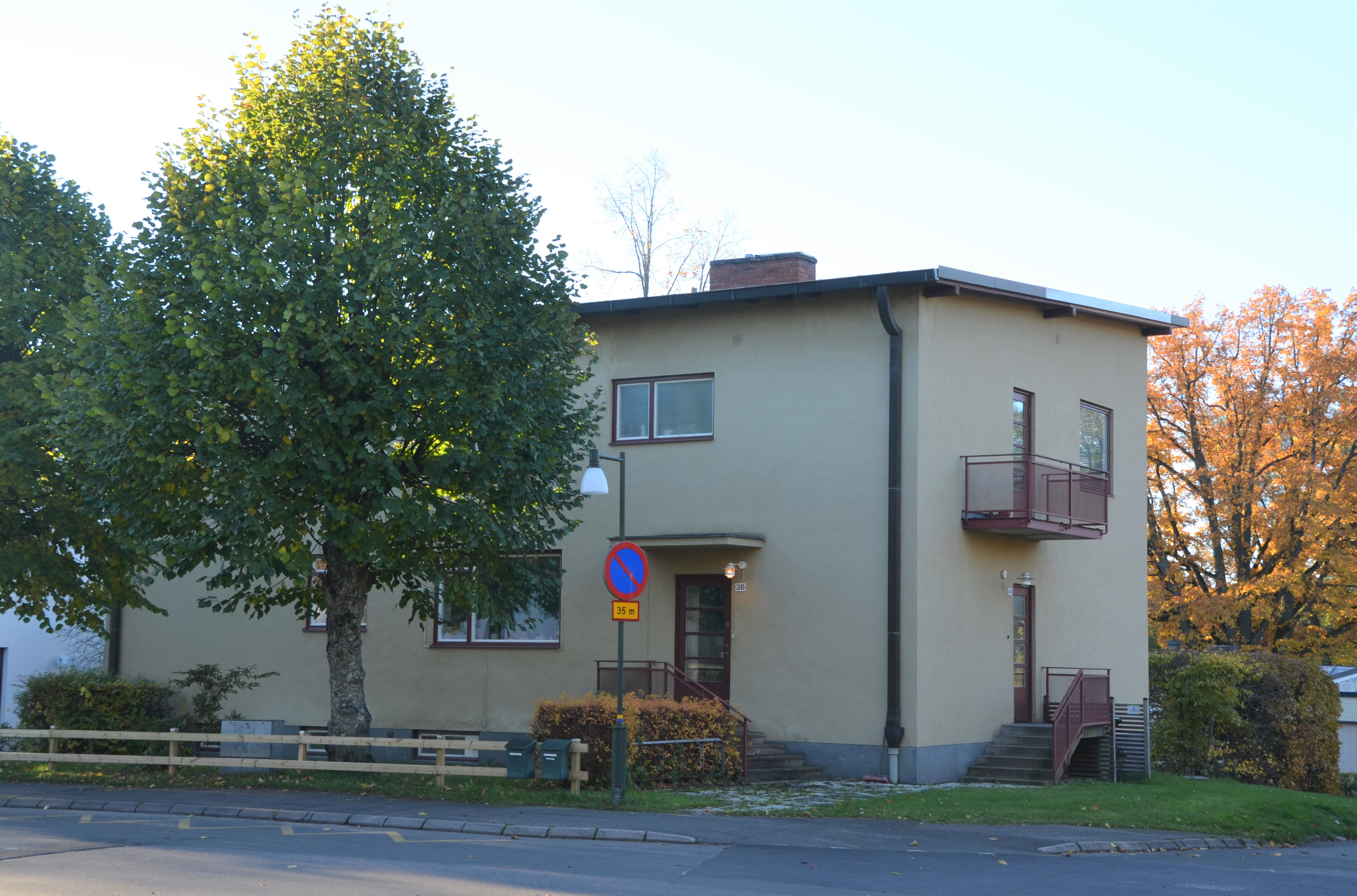
Floragatan 3, Hjo
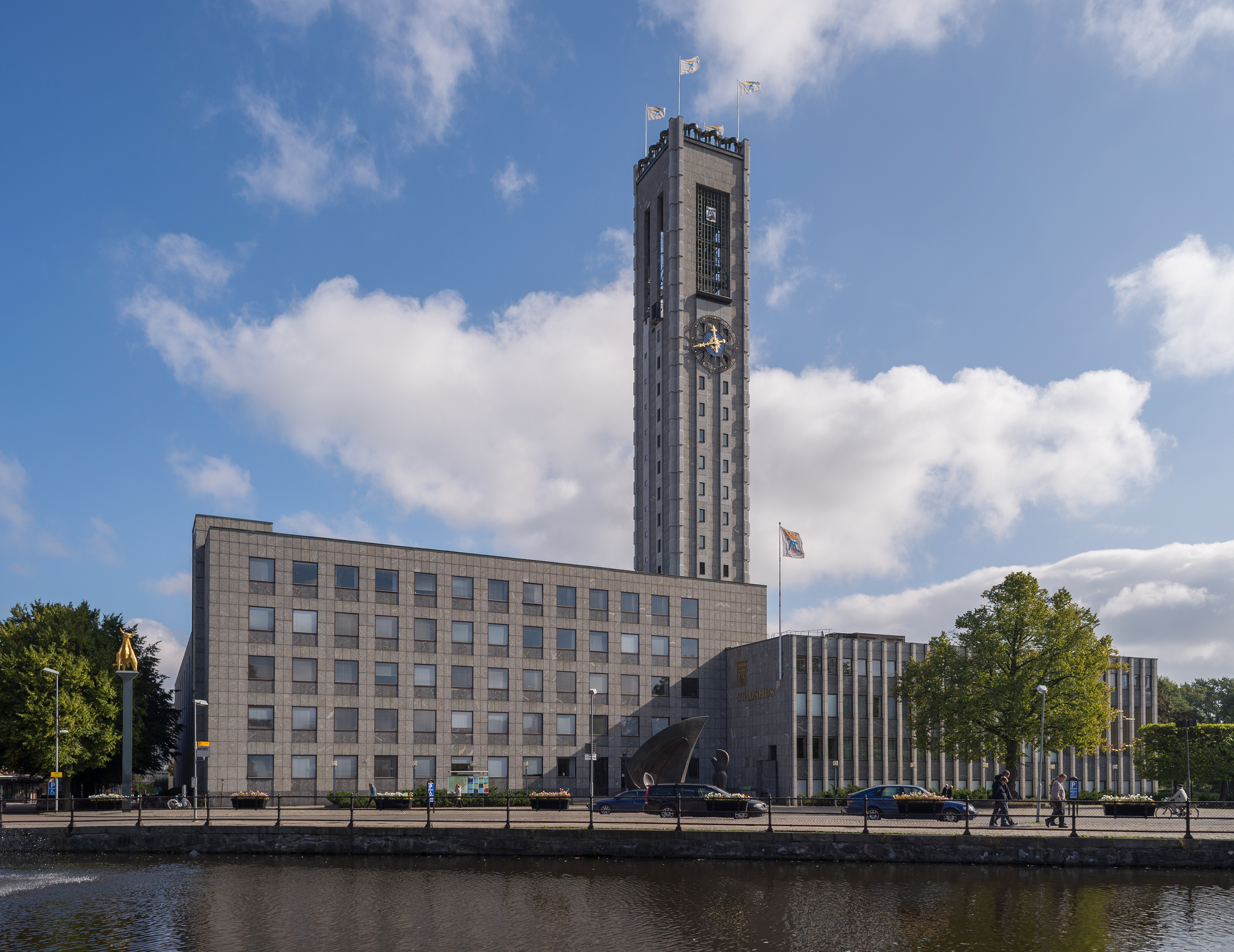
Västerås stadshus
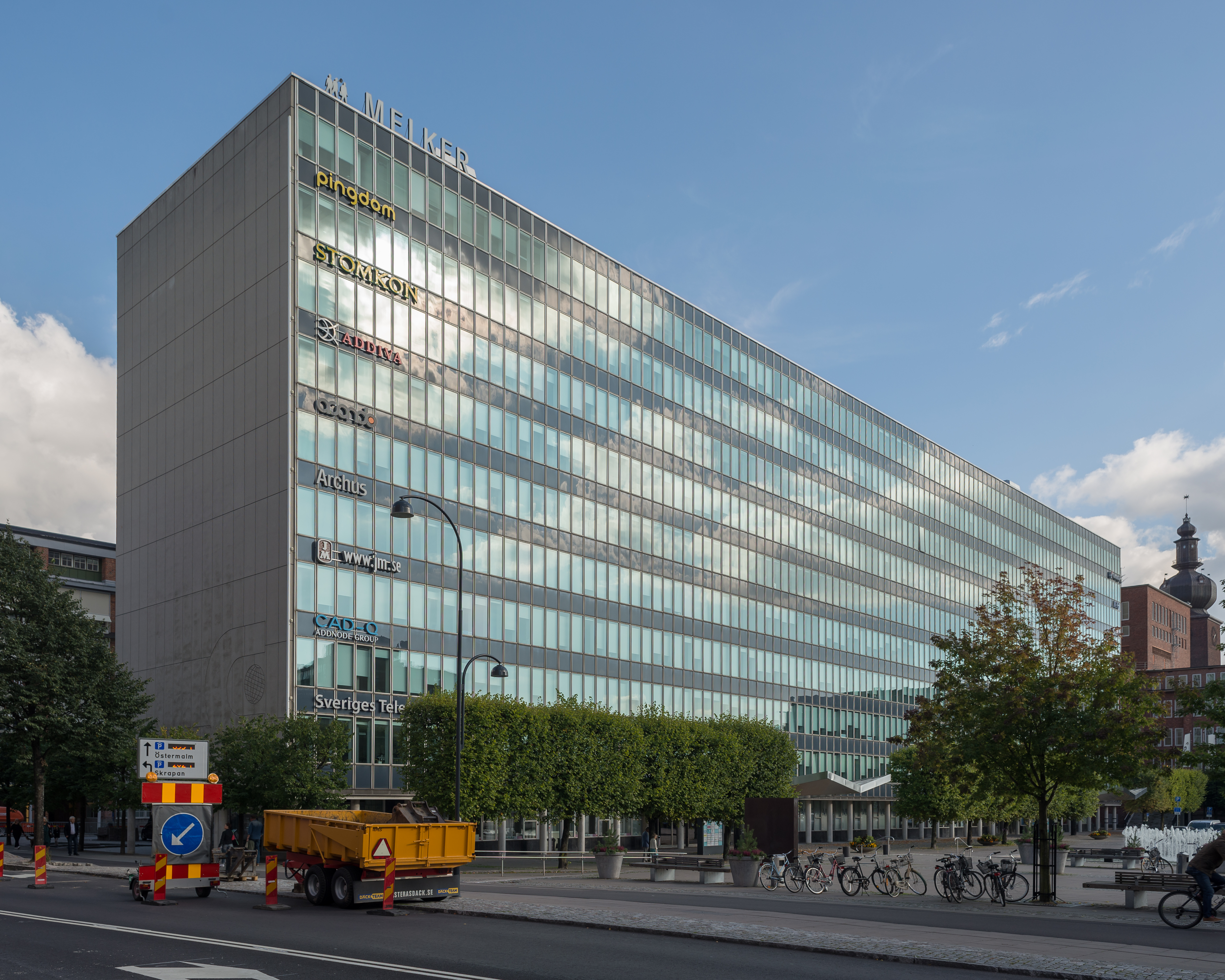
Melkerkontoret
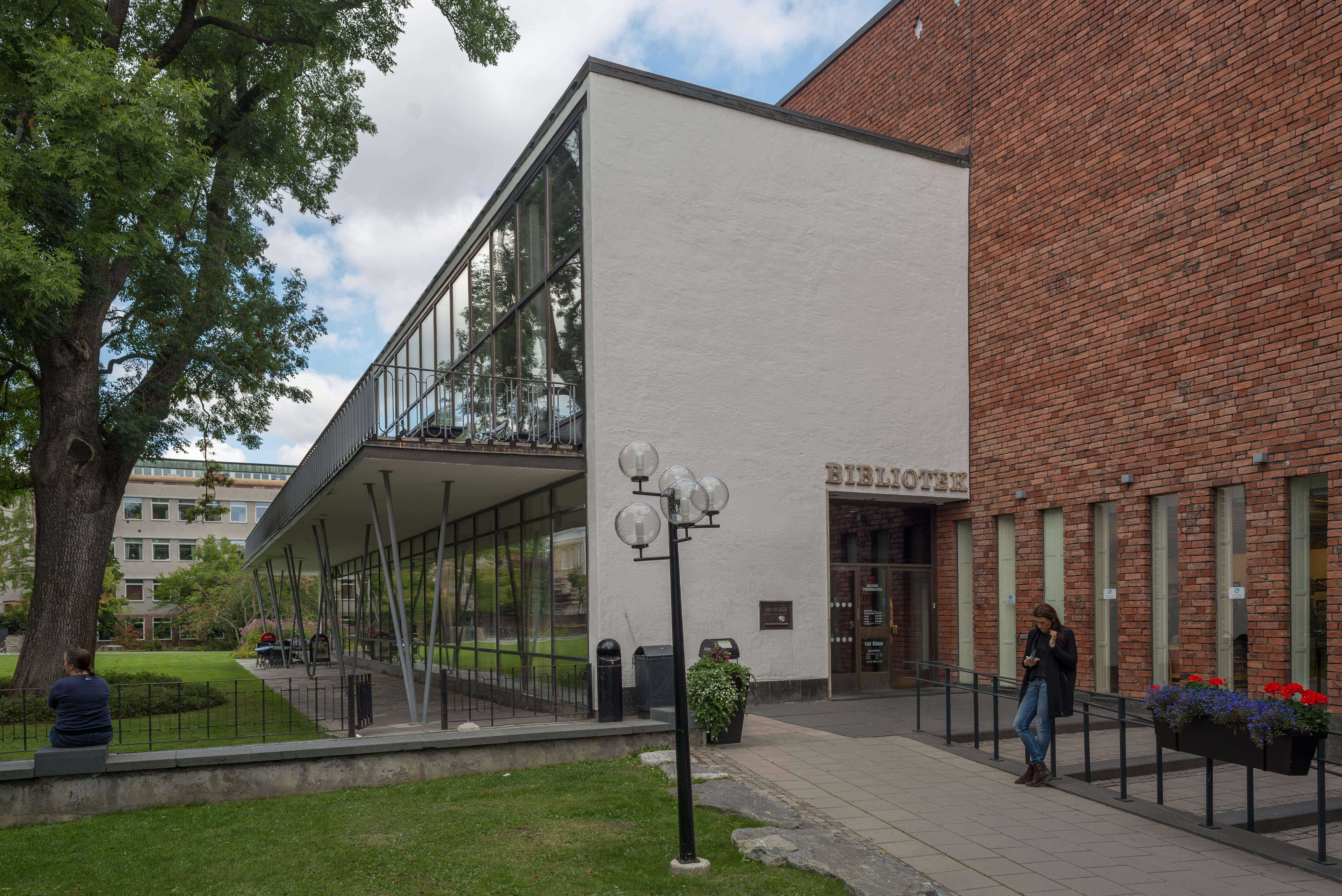
Västerås stadsbibliotek
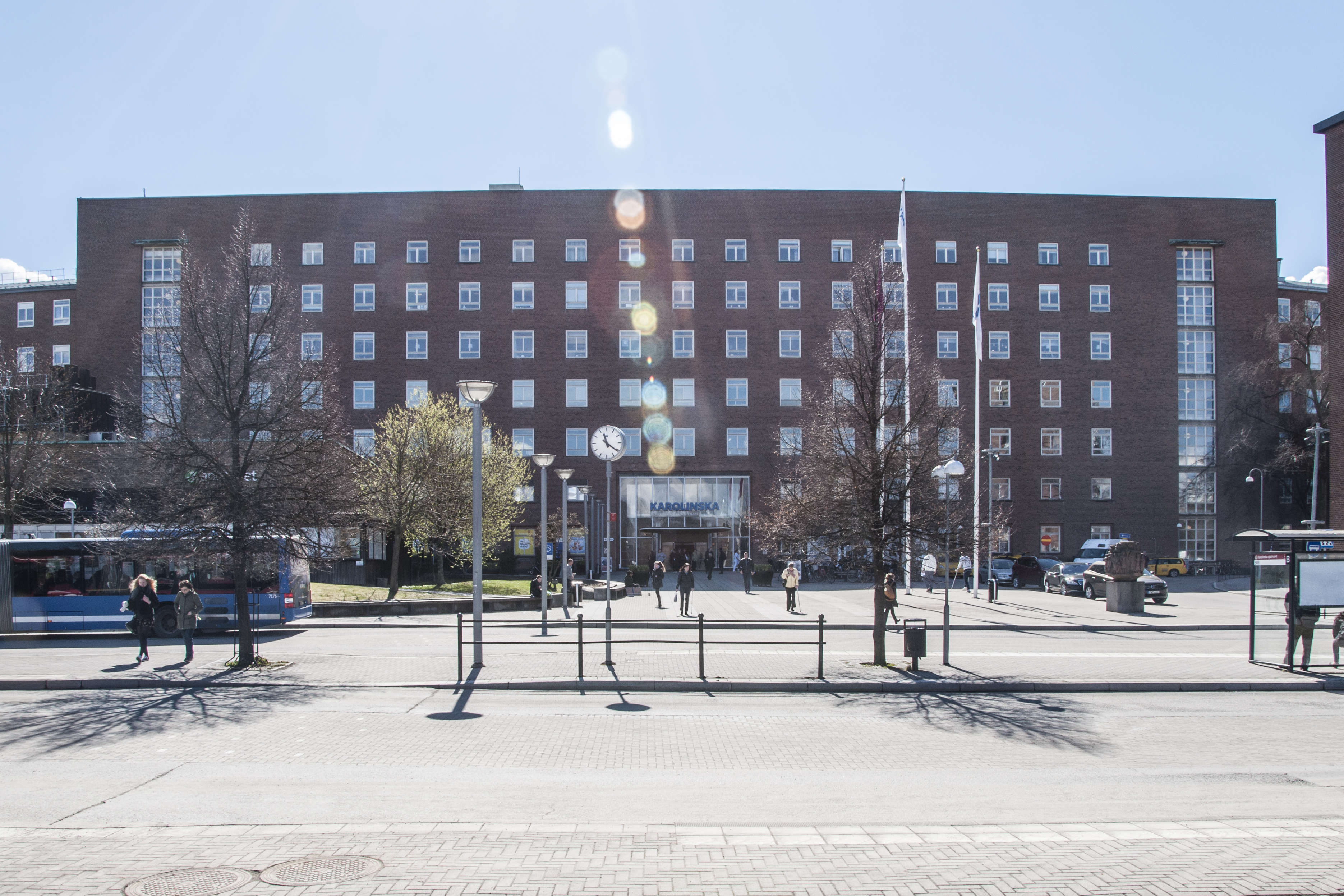
Karolinska sjukhuset
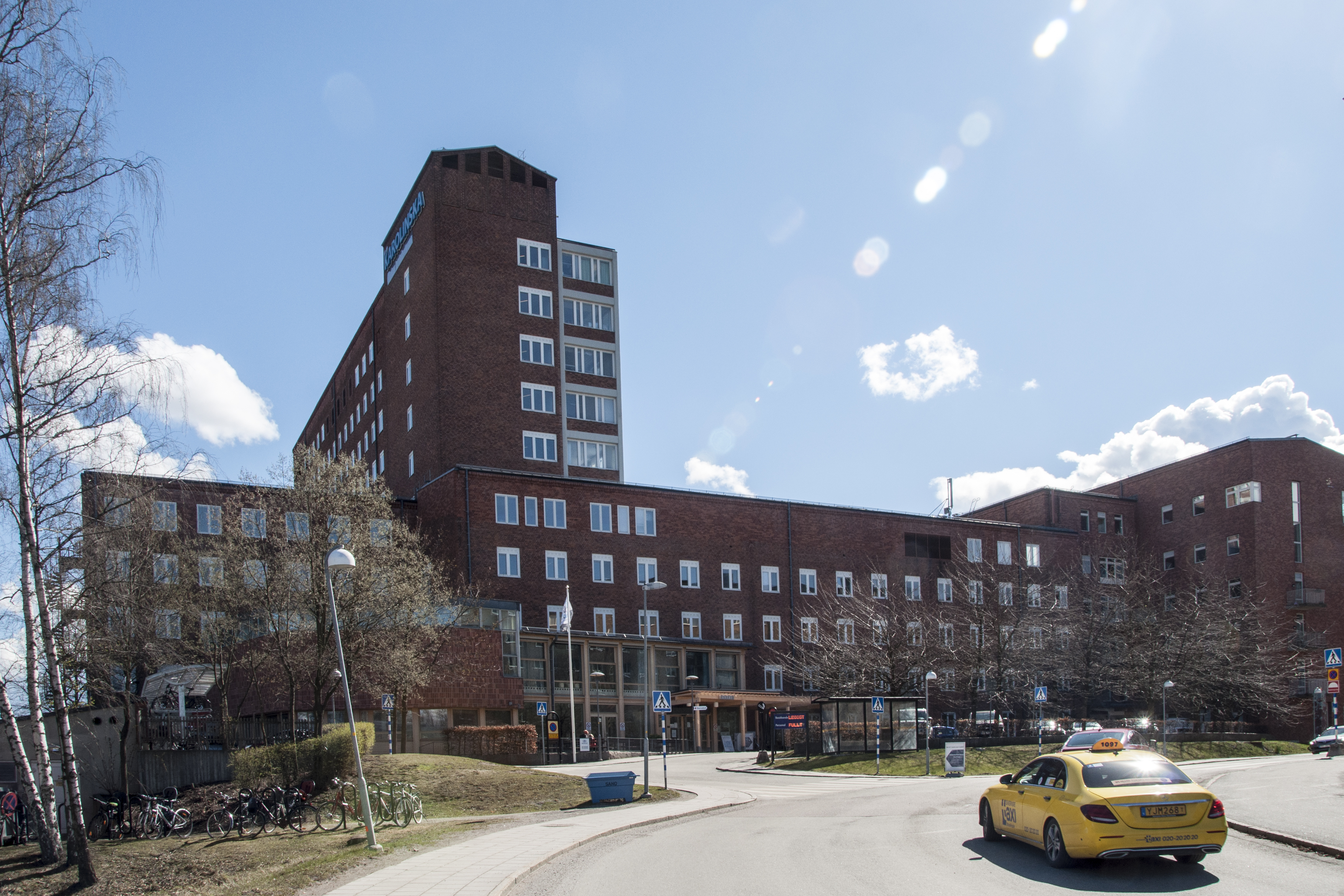
Karolinskas barnsjukhus